# Козје млеко
Kозје млеко је назив за течност беле боје коју производе млечне жлезде женки коза, а која се користи у исхрани. Иако није превише заступљено, козје млеко је заправо један од најквалитетнијих извора лековитих материјала, витамина и минерала.

## Историјат
Гајење коза започело је пре 10 000 година на планинама Ирана. Први сиреви од козјег млека су произведени у Месопотамији. Из централних делова Блиског истока производња козјих сирева проширила се у источни Медитеран, где су настали велики произвођачи и потрошачи бројних врста козјих сирева.

## Производња
Током последњих деценија је велики пораст популације коза, међутим козје млеко и даље има удео од само 2% у односу на друге врсте млека. Европа узгаја око 3% светске популације коза, али тих 3% коза даје 17% светске производње млека због начина исхране, напредне технологије и млечних раса. 

## Нутритивна вредност
Млеко је савршено избалансирана и врло богата намирница у погледу нутритивних вредности. У односу на кравље млеко нема великих разлика, али козје млеко ипак има пар предноси.
Задовољава скоро 40% дневних потреба калцијума, 20% количине витамина Б, као и фосфор и калијум.
Једна порција козјег млека од 100g садржи 68 калорија, 4,1g масти, 4,5g угљених хидрата, 3,6 протеина и мноштво витамина, којих има више у односу на кравље млеко, као што су А, Б2, Ц и Д. Богато је и калијумом, калцијумом, магнезијумом и фосфором, али и микроелеменатнима као што су јод, манган и бакар.
Протеини из овог млека су по структури врло слични мајчином, па зато некад може бити и замена за дојење.
Масноћа млека варира током времена: најмасније је на почетку лактације, затим се удео масноће смањује до просечне вредности и на крају лактације се опет повећава. Иако садржи нешто већу количину млечне масти (6,5 грама),оно је препоручљиво јер не узрокује појаву холестерола.
Лактозе има у мањим количинама, па зато људи који су нетолерантни на овај шећер могу да повремено конзумирају козје млеко без проблема и непожељних реакција.

## Утицај на здравље
Због обогаћености различитим витаминима и минералима, ово млеко има врло позитиван утицај на здравље људи. 
Козје млеко већ је вековима познато као еликсир здравља и чувар организма код бројних болести. Постоје писани трагови како је његова лековита својства открио Хипократ, али би тек током 19. века оно доживело врхунац своје популарности. Као такво, коришћено је за лечење туберкулозе, упале плућа, реуме, гихта и жутице.
Као лек помаже при јачању коштаног ткива, због калцијума и витамина Д, а корисно је за све који су имали прелом костију, а као и превентива и за лечење рахитиса.
Такође је познато да козје млеко јача имунитет, поготово због присуства ретког минерала селена који је врло битан за правилно функционисање организма и заштиту тела од разних болести и инфекција. Поред тога што јача имунитет, ово млеко ублажава упале, побољшава разградњу хранљивих материја и благотворно делује на варење. Такође је врло делотворан против бронхитиса, а уз то уклања и повишену температуре и смирује кашаљ.
Може помоћи и људима који имају проблема са холестеролом, јер повећава добар, а смањује лош. Конзумирањем козјег млека се постиже баланс есенцијалних масних киселина који спречава појаву бројних обољења.
Људима који имају проблема са крвним судовима је препоручљив унос козјег млека. Наиме, оно штити од болести као што су атеросклероза, коронарне компликације и срчани удар, као и хипертензија. Разлог томе је висока концентрација калијума, који упушта артерије и вене, чиме се смањује њихова напетост и побољшава прокрвљеност.
Према истраживањима, ово млеко побољшава апсорпцију гвожђа и бакра у цревима, што је неопходно за људе који се боре са анемијом и другим видовима инсуфицијенција. 

## Примена

### Прехрамбена индустрија
Најпопуларнији продукти козјег млека су козји сир, сурутка и јогурт. Њих најчешће праве одгајивачи, па су у питању прерађевине које представљају чисту органску храну.
Већина козјих сирева спада у категорију меких сирева, који се конзумирају свежи или након релативно кратког периода зрења, често уз присуство плесни. У ову групу спадају најпознатији француски сиреви:банон, сеинт-мауре, в аленцај. Постоје и они полутврди (грчки сир гравиера,холандски чеврете) чија производња захвата дужи период зрења. Често је пракса да се сиреви производе од мешавине козјег и овчијег млека.Такав је случај код већ поменутог грчког сира фета и кипарског сира за гриловање халоуми. По својој специфичности највише се издваја норвешки браон сир гитост који се добија кувањем сурутке уз додатак павлаке, све док вода не испари а сирна маса не постане браон услед карамелизације млечног шећера. Укус овог сира је слаткаст а текстура кремаста. 
Козје млеко у својој исхрани користе и групе људи који никако не могу пити кравље млеко. Најчешћи разлог за то јесте интолеранција на лактозу. Осим тога ту су и болести гастроинтестиналног тракта, дијабетес итд.

### Козметичка индустрија
Утицај козјег млека на било који тип коже познат је већ хиљадама година. Његова антиоксидативна својства била су цењена још у старој Грчкој. Данас знамо да је одличан природни хидрант за лице. Користи се за бељење пигмента и побољшања боје коже. Регенерише штетну микрофлору, уклања иритације, отеклине и смирује упале коже.
Једно од важних карактеристика козјег млека за негу коже лежи у чињеници да садржи алфа хидроксилне киселине које су задужене за пилинг коже. Оне отпуштају ћелије мртве коже, па тиме олакшавају пилинг. Алфа хидроксилна киселина(АХА) не само да је задужена за решавање остатака старе, мртве коже, већ и за брзу регенерацију нове. Ова киселина није само у употреби за анти-ејг третмане, већ даје кожи сву потребну влажност.
Козје млеко исто тако има анти-бактеријске способности. Молекули масноће у козјем млеку спречавају развој микроба који су узрочници акни. Масноћа козјег млека има хидратантна својства која умирују и подмлађују кожу.
Међу минералима који се налазе у козјем млеку се налази и селен који подиже природна толеранција на сунце,па може служити као крема за сунчање са фактором од 20 до 50. Такође, значајно смањује шансу од опекотина изазваних прекомерним сунчањем, али и убрзава регенерацију коже.